# Morti nel 2004/Dicembre
| Questa pagina contiene informazioni ricavate automaticamente dalle voci biografiche con l'ausilio del template Bio e di un bot. L'aggiornamento è periodico e automatico e ricostruisce completamente la pagina. Se manca una persona in questa lista, sei pregato di non aggiungerla, ma accertati piuttosto che la sua voce biografica contenga il template Bio e che i dati anagrafici siano correttamente compilati. Se il template Bio manca, inseriscilo tu stesso o, in alternativa, metti l'avviso {{tmp\|Bio}} che ne segnala la mancanza. Se i dati riportati sono sbagliati, correggi direttamente la voce biografica; le modifiche saranno visibili in questa lista entro pochi giorni. Per chiarimenti vedi il progetto biografie. La lista contiene solo le 158 persone che sono citate nell'enciclopedia e per le quali è stato implementato correttamente il template Bio. Pagina aggiornata al 2 mag 2025. |

- 1º dicembre - Hanan El Tawil, attrice e cantante egiziana (n. 1966)
- 1º dicembre - Bill Brown, calciatore scozzese (n. 1931)
- 1º dicembre - Bernhard van Lippe-Biesterfeld, nobile tedesco (n. 1911)
- 1º dicembre - Ron Thorsen, cestista statunitense (n. 1948)
- 2 dicembre - Larry Buchanan, regista, sceneggiatore e produttore cinematografico statunitense (n. 1923)
- 2 dicembre - Kevin Coyne, cantante, compositore e scrittore inglese (n. 1944)
- 2 dicembre - Francesco De Rosa, attore italiano (n. 1952)
- 2 dicembre - Alicia Markova, ballerina, coreografa e direttrice artistica britannica (n. 1910)
- 2 dicembre - Sergio Strizzi, fotografo italiano (n. 1931)
- 2 dicembre - Mona Van Duyn, poetessa statunitense (n. 1921)
- 3 dicembre - Roberto Castellani, italiano (n. 1926)
- 3 dicembre - Shiing-Shen Chern, matematico cinese (n. 1911)
- 3 dicembre - Anna Maria Conterno Degli Abbati, politica italiana (n. 1927)
- 3 dicembre - Robert Dhéry, attore, regista e sceneggiatore francese (n. 1921)
- 3 dicembre - Maria Perschy, attrice austriaca (n. 1938)
- 3 dicembre - Vasco Puccioni, calciatore italiano (n. 1927)
- 3 dicembre - Helmut Rix, linguista e etruscologo tedesco (n. 1926)
- 3 dicembre - Marek Stachowski, compositore polacco (n. 1936)
- 4 dicembre - Mahmut Atalay, lottatore turco (n. 1934)
- 4 dicembre - Kevin William Barden, arcivescovo cattolico e missionario irlandese (n. 1908)
- 4 dicembre - Willem Duyn, cantante olandese (n. 1937)
- 4 dicembre - Carl Esmond, attore austriaco (n. 1902)
- 4 dicembre - Amilcare Lunardelli, politico italiano (n. 1912)
- 4 dicembre - June Maston, velocista australiana (n. 1928)
- 4 dicembre - Sergio Mocellini, bobbista italiano (n. 1936)
- 4 dicembre - Elena Souliotis, soprano greco (n. 1943)
- 4 dicembre - Svend Wad, pugile danese (n. 1928)
- 4 dicembre - Ronald Keith Williamson, giocatore di baseball statunitense (n. 1953)
- 5 dicembre - Giuseppe Campora, tenore italiano (n. 1923)
- 5 dicembre - Hicham Zerouali, calciatore marocchino (n. 1977)
- 5 dicembre - Cristiano Júnior, calciatore brasiliano (n. 1979)
- 6 dicembre - Raymond Goethals, allenatore di calcio e calciatore belga (n. 1921)
- 6 dicembre - Árpád Makay, direttore della fotografia ungherese (n. 1911)
- 6 dicembre - Pasquale Pinto, scrittore, poeta e saggista italiano (n. 1940)
- 6 dicembre - Dario Scherillo, italiano (n. 1978)
- 6 dicembre - Giglio Zarattini, pittore e politico italiano (n. 1958)
- 7 dicembre - Felicia Impastato, attivista italiana (n. 1916)
- 7 dicembre - María Rosa Gallo, attrice argentina
- 7 dicembre - Abdellah Mohia, scrittore, poeta e drammaturgo algerino (n. 1950)
- 7 dicembre - Christine Wodetzky, attrice tedesca (n. 1938)
- 8 dicembre - Dimebag Darrell, chitarrista statunitense (n. 1966)
- 8 dicembre - Ilario Garlini, partigiano, militare e imprenditore italiano (n. 1913)
- 8 dicembre - Johnny Lockett, pilota motociclistico britannico (n. 1915)
- 8 dicembre - Francesco Lombardi, geodeta e topografo italiano (n. 1918)
- 8 dicembre - Pino Mallamo, politico italiano (n. 1934)
- 9 dicembre - Lea De Mae, tuffatrice e attrice pornografica ceca (n. 1976)
- 9 dicembre - Paul Edwards, filosofo statunitense (n. 1923)
- 9 dicembre - Jimmy Gauld, calciatore scozzese (n. 1931)
- 9 dicembre - Dr. Wagner, wrestler messicano (n. 1936)
- 10 dicembre - Bruno Arcari, calciatore e allenatore di calcio italiano (n. 1915)
- 10 dicembre - Norman Borrett, hockeista su prato britannico (n. 1917)
- 10 dicembre - Edoardo Gellner, architetto italiano (n. 1909)
- 10 dicembre - Nito Veiga, allenatore di calcio e calciatore argentino (n. 1928)
- 10 dicembre - Gary Webb, giornalista statunitense (n. 1955)
- 11 dicembre - José Cuciuffo, calciatore argentino (n. 1961)
- 11 dicembre - Angelo Paracucchi, cuoco italiano (n. 1929)
- 11 dicembre - M. S. Subbulakshmi, cantante indiana (n. 1916)
- 12 dicembre - Ugo Carà, scultore, grafico e designer italiano (n. 1908)
- 12 dicembre - George Hunter, pugile sudafricano (n. 1927)
- 12 dicembre - Phaswane Mpe, romanziere e poeta sudafricano (n. 1970)
- 12 dicembre - Ladislav Putyera, allenatore di calcio e calciatore cecoslovacco (n. 1926)
- 12 dicembre - William B. Rosson, generale statunitense (n. 1918)
- 12 dicembre - Pavlo Vasylyk, vescovo cattolico ucraino (n. 1926)
- 13 dicembre - Tom Turesson, calciatore e allenatore di calcio svedese (n. 1942)
- 13 dicembre - Rudolf Weiersmüller, diplomatico e ambasciatore svizzero (n. 1939)
- 14 dicembre - Jim Fletcher, fumettista e animatore statunitense (n. 1930)
- 14 dicembre - Aleksej Korneev, calciatore sovietico (n. 1939)
- 14 dicembre - Anselmo López, cestista, allenatore di pallacanestro e dirigente sportivo spagnolo (n. 1910)
- 14 dicembre - Fernando Poe Jr., attore, regista e politico filippino (n. 1939)
- 14 dicembre - Agostino Straulino, velista e ammiraglio italiano (n. 1914)
- 14 dicembre - Carsten Peter Thiede, storico e papirologo tedesco (n. 1952)
- 15 dicembre - Angelo Bellettato, poeta, traduttore e editore italiano (n. 1941)
- 15 dicembre - Chiang Fang-liang, first lady russa (n. 1916)
- 16 dicembre - Stefano Madia, attore, giornalista e politico italiano (n. 1954)
- 16 dicembre - Agnes Martin, pittrice statunitense (n. 1912)
- 16 dicembre - Mahmoud Messaadi, scrittore e politico tunisino (n. 1911)
- 16 dicembre - Freddie Perren, compositore, paroliere e produttore discografico statunitense (n. 1943)
- 16 dicembre - Andrea Tagliaferri, calciatore italiano (n. 1978)
- 17 dicembre - Andreu Bosch, calciatore spagnolo (n. 1931)
- 17 dicembre - Safia Chamia, cantante e attrice tunisina (n. 1932)
- 17 dicembre - Rosa Fazio Longo, politica e attivista italiana (n. 1913)
- 17 dicembre - Dick Heckstall-Smith, sassofonista britannico (n. 1934)
- 17 dicembre - James Ling, imprenditore statunitense (n. 1922)
- 17 dicembre - Gyula Marsovszky, pilota motociclistico ungherese (n. 1936)
- 17 dicembre - Tom Wesselmann, pittore, scultore e artista statunitense (n. 1931)
- 18 dicembre - Salvatore Borelli, poeta italiano (n. 1930)
- 18 dicembre - Mariella Lotti, attrice italiana (n. 1919)
- 18 dicembre - Kikuko, principessa Takamatsu, principessa giapponese (n. 1911)
- 18 dicembre - Eddie Oram, cestista statunitense (n. 1914)
- 18 dicembre - Peter Palitzsch, regista tedesco (n. 1918)
- 18 dicembre - Anthony Sampson, scrittore e giornalista britannico (n. 1926)
- 19 dicembre - Warren Ajax, cestista statunitense (n. 1921)
- 19 dicembre - Inge Birkmann, attrice tedesca (n. 1915)
- 19 dicembre - Herbert Brown, chimico britannico (n. 1912)
- 19 dicembre - Armando Izzo, partigiano italiano (n. 1916)
- 19 dicembre - Geraldo Lapenda, linguista e filosofo brasiliano (n. 1925)
- 19 dicembre - Domenico Susi, politico italiano (n. 1940)
- 19 dicembre - Gheorghe Tătaru, calciatore rumeno (n. 1948)
- 19 dicembre - Renata Tebaldi, soprano italiano (n. 1922)
- 19 dicembre - André Verdet, artista, pittore e poeta francese (n. 1913)
- 20 dicembre - Antonino La Russa, politico e dirigente d'azienda italiano (n. 1913)
- 20 dicembre - Son Seals, chitarrista e cantante statunitense (n. 1942)
- 21 dicembre - Lennart Bernadotte, principe svedese (n. 1909)
- 21 dicembre - Richard Hamilton, attore statunitense (n. 1920)
- 22 dicembre - Mario Curletto, schermidore, maestro di scherma e dirigente sportivo italiano (n. 1935)
- 22 dicembre - Josip Generalić, pittore croato (n. 1936)
- 23 dicembre - Pietro Fiordelli, vescovo cattolico italiano (n. 1916)
- 23 dicembre - Giulio Giovanardi, ingegnere italiano (n. 1919)
- 23 dicembre - Romana Guarnieri, medievista italiana (n. 1913)
- 23 dicembre - Pamulaparthi Venkata Narasimha Rao, politico indiano (n. 1921)
- 23 dicembre - Anne Truitt, scultrice statunitense (n. 1921)
- 24 dicembre - Johnny Oates, giocatore di baseball e allenatore di baseball statunitense (n. 1946)
- 24 dicembre - Elwira Seroczyńska, pattinatrice di velocità su ghiaccio polacca (n. 1931)
- 24 dicembre - Lauri Silvennoinen, fondista finlandese (n. 1916)
- 25 dicembre - Lev Vajnštejn, tiratore a segno sovietico (n. 1916)
- 25 dicembre - Gennadij Michajlovič Strekalov, cosmonauta e ingegnere sovietico (n. 1940)
- 25 dicembre - Howie Williams, cestista statunitense (n. 1927)
- 26 dicembre - Pierre Dupuis, illustratore e scrittore francese (n. 1929)
- 26 dicembre - Caterina Durante, giornalista, scrittrice e insegnante italiana (n. 1928)
- 26 dicembre - Angelo Lamanna, compositore, trombonista e direttore di banda italiano (n. 1923)
- 26 dicembre - Angus Ogilvy, nobile britannico (n. 1928)
- 26 dicembre - Ishigaki Rin, poetessa giapponese (n. 1920)
- 26 dicembre - Charles Martin Robertson, archeologo, poeta e traduttore britannico (n. 1911)
- 26 dicembre - Sergio Rossi, imprenditore e dirigente sportivo italiano (n. 1923)
- 26 dicembre - Giorgio Taddei, imprenditore italiano (n. 1926)
- 26 dicembre - Reggie White, giocatore di football americano statunitense (n. 1961)
- 27 dicembre - Eneko Arieta, calciatore spagnolo (n. 1933)
- 27 dicembre - Eros Beraldo, calciatore e allenatore di calcio italiano (n. 1929)
- 27 dicembre - Ferdinando Clemente di San Luca, politico italiano (n. 1925)
- 27 dicembre - Franco Croce, storico della letteratura e critico letterario italiano (n. 1927)
- 27 dicembre - Luigi Mariotti, politico italiano (n. 1912)
- 27 dicembre - Kenneth Rosén, allenatore di calcio e calciatore svedese (n. 1951)
- 28 dicembre - Charles Bent, compositore di scacchi inglese (n. 1919)
- 28 dicembre - Jacques Dupuis, gesuita belga (n. 1923)
- 28 dicembre - Ettore Fico, pittore italiano (n. 1917)
- 28 dicembre - Jerry Orbach, attore e cantante statunitense (n. 1935)
- 28 dicembre - Johnny Pawk, cestista statunitense (n. 1910)
- 28 dicembre - Susan Sontag, scrittrice, filosofa e storica statunitense (n. 1933)
- 29 dicembre - Julius Axelrod, biochimico statunitense (n. 1912)
- 29 dicembre - William Boyett, attore statunitense (n. 1927)
- 29 dicembre - Eugenio Garin, filosofo e storico della filosofia italiano (n. 1909)
- 29 dicembre - Ermanno Gorrieri, partigiano, sindacalista e politico italiano (n. 1920)
- 29 dicembre - Giuseppe Mancuso, politico e sindacalista italiano (n. 1928)
- 29 dicembre - Larry McNeill, cestista statunitense (n. 1951)
- 29 dicembre - Eliseo Milani, politico italiano (n. 1927)
- 30 dicembre - Saad Al-Dosari, calciatore saudita (n. 1977)
- 30 dicembre - Artie Shaw, clarinettista statunitense (n. 1910)
- 30 dicembre - Annibale Berton, canoista italiano (n. 1936)
- 30 dicembre - Masao Katō, goista giapponese (n. 1947)
- 30 dicembre - Osvaldo Peruzzi, pittore italiano (n. 1907)
- 31 dicembre - Emanuele Annoni, generale e aviatore italiano (n. 1916)
- 31 dicembre - Pinin Carpi, scrittore, illustratore e poeta italiano (n. 1920)
- 31 dicembre - Gérard Debreu, economista francese (n. 1921)
- 31 dicembre - Cliff Letcher, tennista australiano (n. 1952)
- 31 dicembre - Vladimír Pácl, fondista, rugbista a 15 e dirigente sportivo cecoslovacco (n. 1924)
- 31 dicembre - Charles-Auguste-Marie Paty, vescovo cattolico francese (n. 1916)
- 31 dicembre - Terisio Pignatti, storico dell'arte italiano (n. 1920)
- 31 dicembre - José María Sánchez Lage, calciatore e allenatore di calcio argentino (n. 1931)